# Вулик

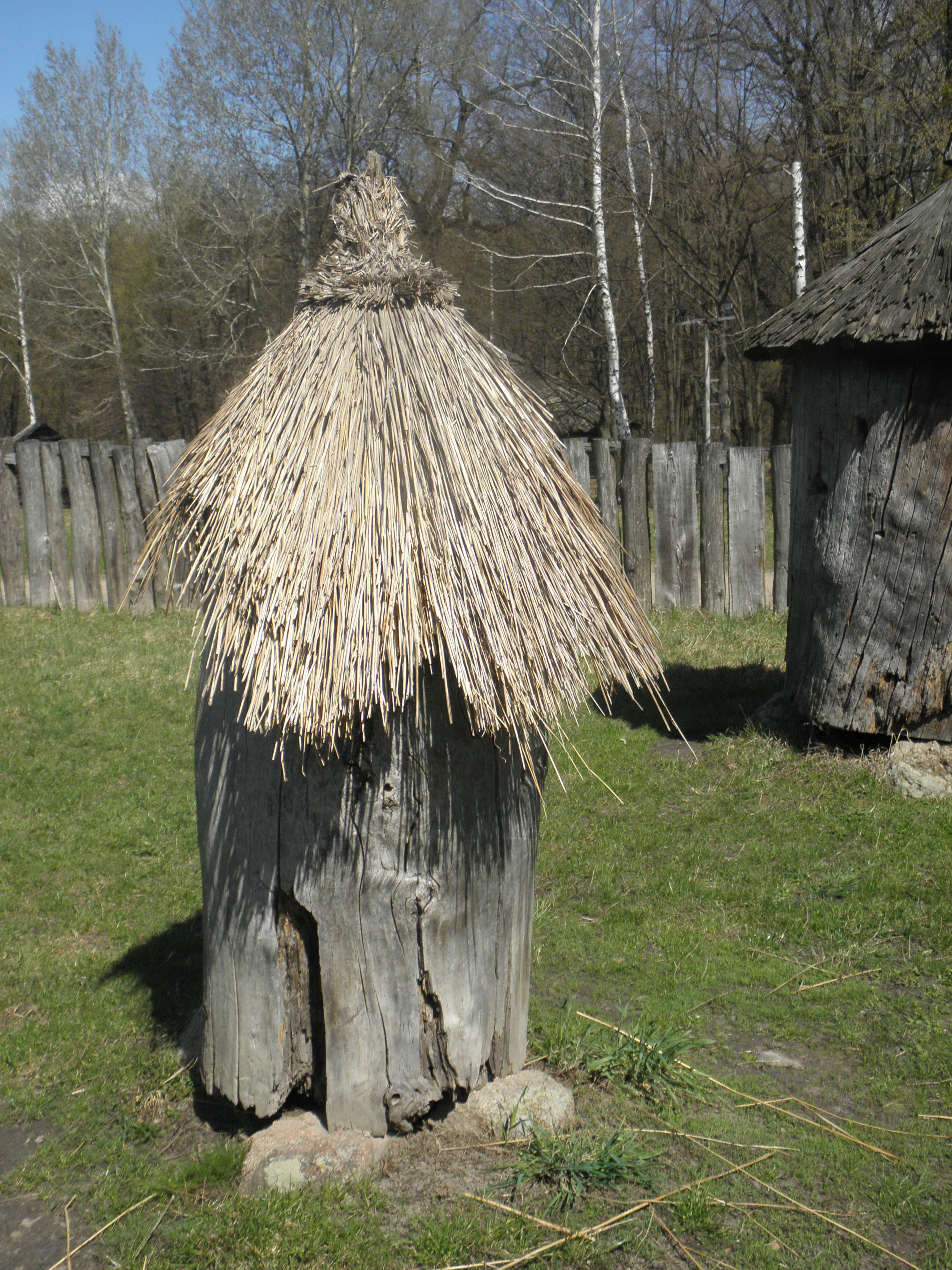
Вулик. Національний музей народної архітектури та побуту України, Київ.

Ву́лик — житло бджіл й основний інструмент пасічника. Має захищати бджолине гніздо від холоду, різких змін температури та вологості повітря. Хороші пасічники вміло забезпечують достатній об'єм для розвитку сім'ї, розміщення запасів корму й хорошу вентиляцію. Виготовляють вулики з пінопластів, дерева, соломи, газобетону, тобто - з теплих і пористих матеріалів. Успіх пасічництва цілком залежить від того, наскільки вулик сприяє збереженню сім'ї взимку, розвитку сім'ї навесні й прояву її продуктивних якостей під час збирального сезону, а також від зручності у роботі пасічника.

## Етимологія
Слово вулик (діал. ву́лій, у́лій, ву́лень, рідко у́лик) за походженням споріднене з «вулиця»: воно виводиться від прасл. *ulьjь, і далі від пра-і.є. *aul-, звідки й лит. aulys, латис. aūlis, лат. alvus («вулик»). Первісним значенням, очевидно, було «порожнина», оскільки на це вказують споріднені лит. aūlas («халява»), прусськ. aulis («великогомілкова кістка»), грец. αὐλός («дудка», «авлос»).

## Історія
Першим свідченням того, що людина вже в давні часи була знайома із бджолами, є малюнок людини кам'яної доби на стіні Павучої печери недалеко від села Бікорп в Іспанії, зроблений за часів неоліту. На ньому зображена людина, що відбирає мед. Малюнок був відкритий у 1919 році, фахівці його появу відносять до 10-6 тис. до н.е. Бджоли спочатку жили на волі в лісах. Житлом служили найчастіше дупла дерев, щілини в скелях, а також нори в землі. Пізніше людина стала вирізати частину дерева з дуплом, зайнятим бджолами, переносити його ближче до житла, а зверху вкривати їх корою, листям, соломою й т.п. — так з'явилися перші вулики-борті.

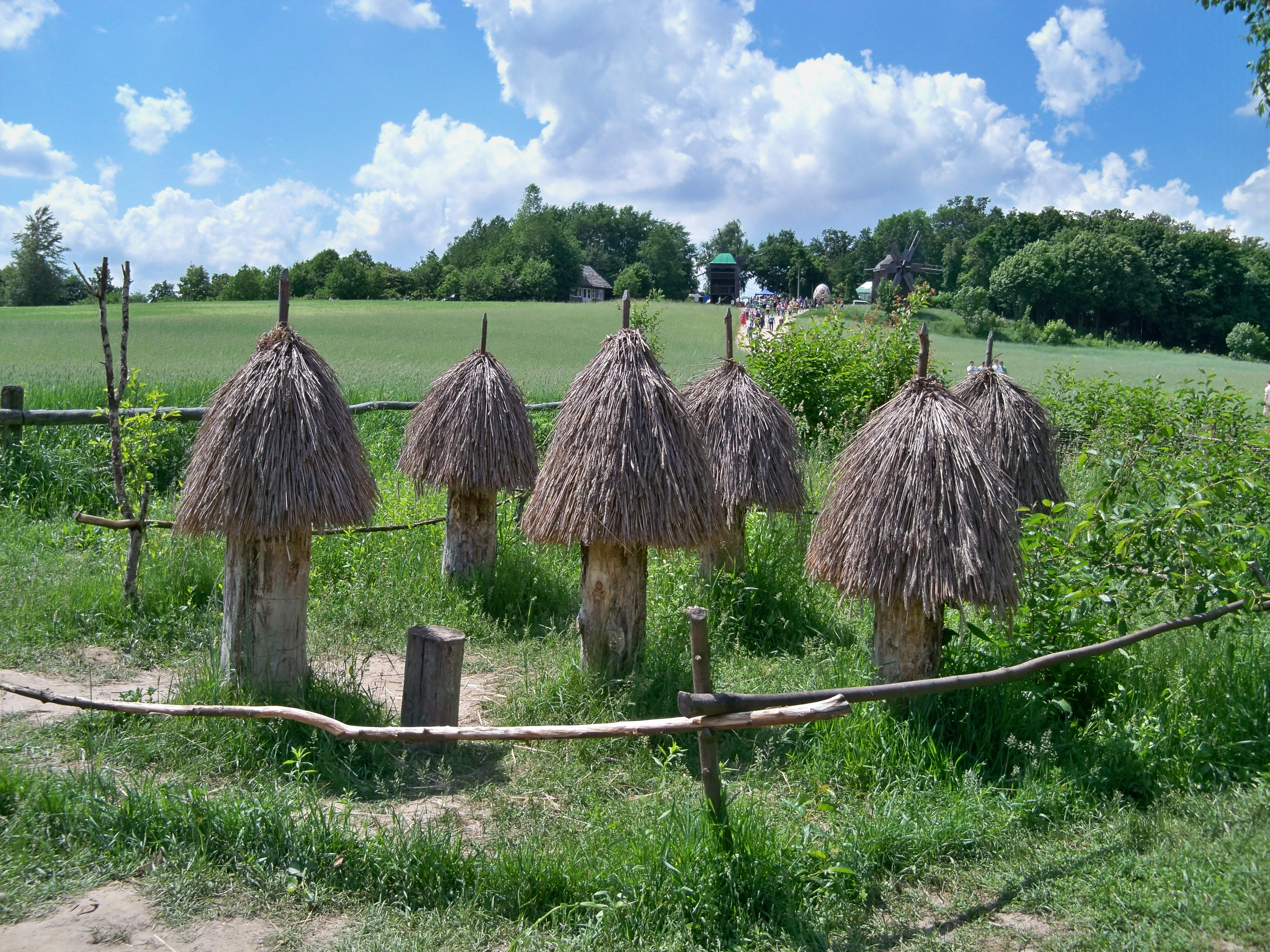
Пасіка з вуликами-колодами. Музей у Пирогові

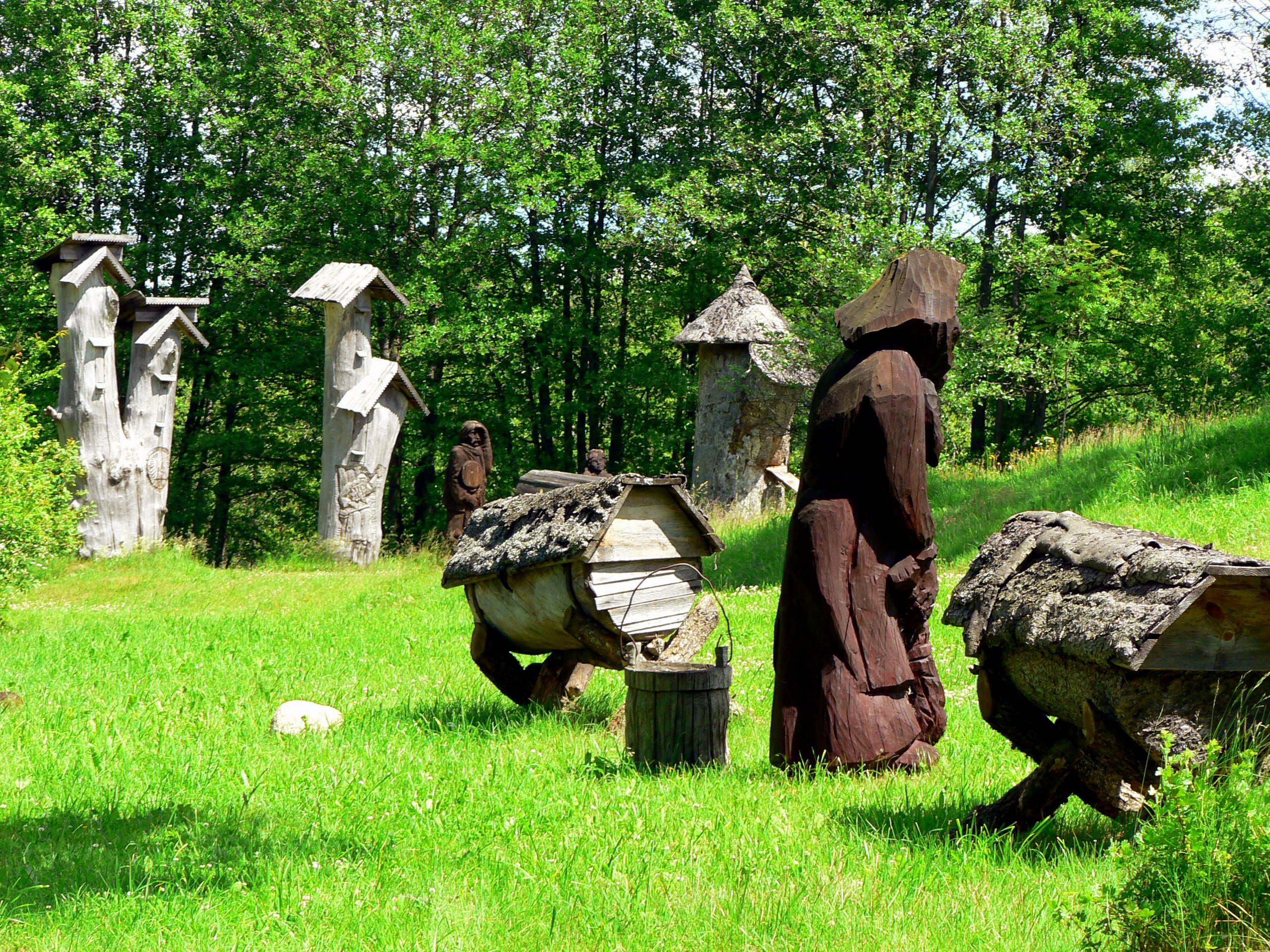
Литовський Музей Вуликів

## Будова та класифікація
Складається вулик з багатьох частин і може повністю або частково розкладатись, щоб забезпечити пасічнику легкий і зручний доступ до бджіл. Основними частинами вулика є гніздова частина, корпуси і магазин з комплектами рамок, дно з льотком, дашок з годівницею-напувалкою.
Вулики розрізняють за типом і розміром рамок, кількістю й розміром корпусів (надставок, магазинів) і формою ден і дахів. Залежно від форми корпусу гніздо можна розширювати в горизонтальному чи вертикальному напрямках. Перший тип вуликів називають горизонтальними (лежаки). Інші вулики — вертикальні (стояки).

### Нерозбірні вулики
Нерозбірне природне житло бджіл — дупло передбачало виламування стільників, руйнування його цілісності. Рукотворне житло — борть було частково розбірним і надавало можливість його повторного використання після щорічного вирізання медових щільників. До нерозбірних належать також плетені вулики-сапетки.

### Розбірні вулики
Колоди і дуплянки — рукотворні житла бджіл, які можуть розглядатися як частково розбірні, надавали можливість бортнику здійснювати їхній огляд на землі з двох протилежних торців. М. Вітвицький збільшив ступінь розбирання колоди до 6–ти, зробивши дві звуженими доверху і дві розширеними донизу. Повністю розбірним вулик став за можливості виймати стільники.

#### Лінійкові вулики
Мають замість повноцінних рамок лише одну верхню планку — лінійку, на якій тримається відбудований стільник. Натепер лінійка вдосконалена додатковим дротом, вигнутим П-подібно і закріпленим до лінійки так, що обмежує з боків і знизу периферію відбудованого щільника. Перевага лінійкового вулика в можливості забезпечення бджолам доступного переходу між стільниками взимку.

#### Рамкові вулики

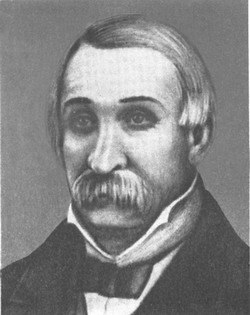
Петро Прокопович

Рамковий вулик П. І. Прокоповича принципово відрізняється від подальших тим, що рамки в ньому спираються на свою нижню планку і відсутній позарамковий простір. В абсолютній більшості інших відомих рамкових вуликів рамки підвішуються на плечиках верхньої планки, внаслідок чого утворюється позарамковий простір, шкідливий для комфортної зимівлі бджолосімей.

#### Горизонтальні вулики

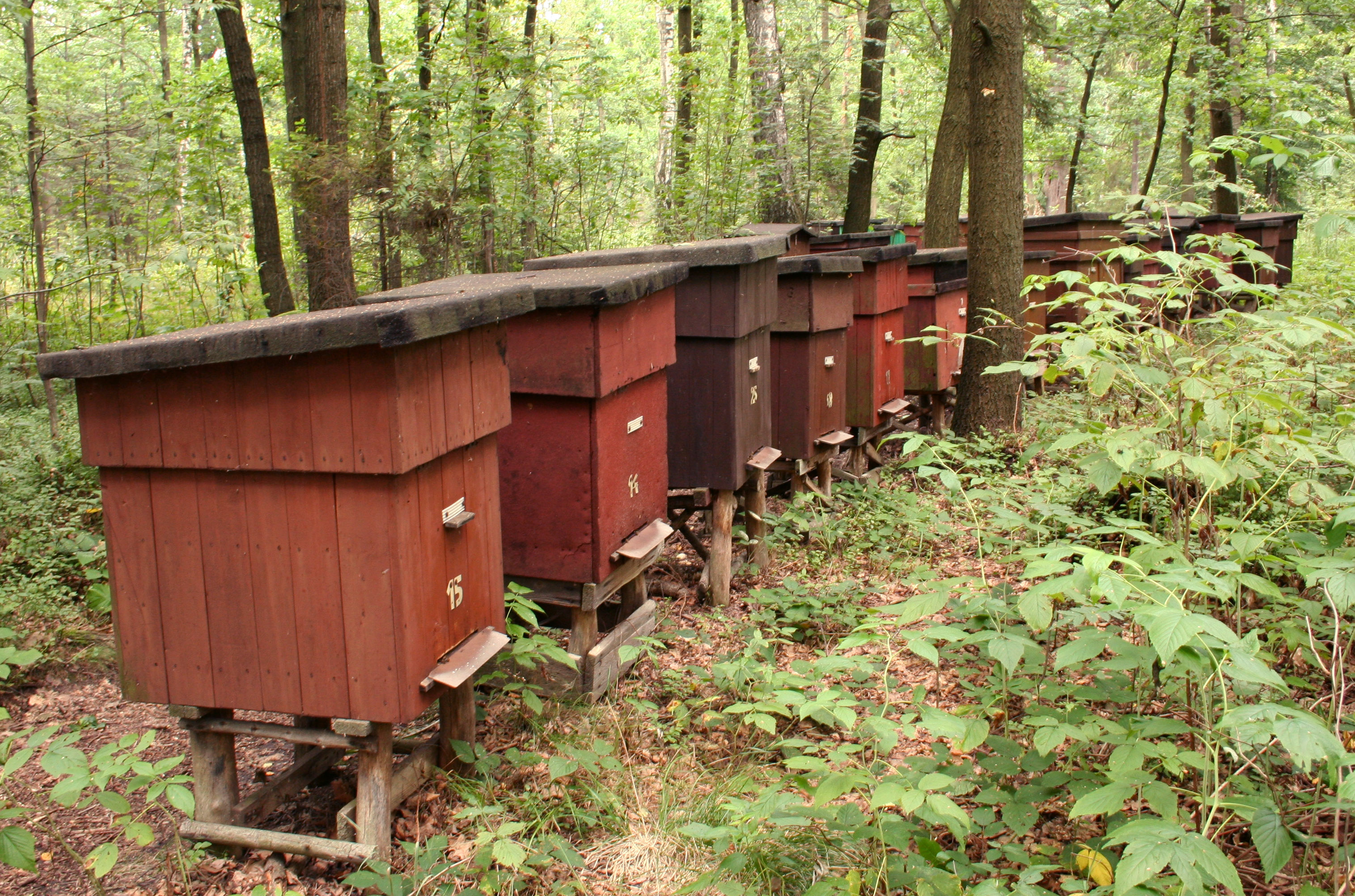
Пасіка

Вулики даного виду характеризуються тим, що рамки у них ставляться у горизонтальний ряд одна за одною. також ці вулики називають лежаками.
Горизонтальні вулики, або «лежаки», мають один поверх і характеризуються нарощуванням обсягу гнізда рамками в боки вулика паралельні фронтальній площині рамок. При цьому рамки у вулику можуть бути вузько-високими, або низько-широкими. Найрозповсюдженіші лежаки на 12-24 рамок. Крім того, вулики можуть нести магазини-надставки. Лежаки прості у використанні, але неприродні для бджіл. В Україні можна зустріти вулик-лежак на повернену набік стандартну рамку (300х435 мм) — він носить назву українського вулика.

#### Вертикальні вулики
Історія бджільництва свідчить, що бджолині дупла в деревах були, як правило, діаметром до 250—280 мм. Таких же розмірів клуб може утворити сильна бджолина сім′я. Є поодинокі випадки виявлення дупла перерізом 300—320 мм всередині.
Вертикальний вулик є природним для бджіл. Гніздо бджіл «росте», будується згори до низу як бурулька. Занос нектару і складання меду витискає гніздо на новозбудовані знизу стільники. Сім′я гріє розплід і цим же теплом випаровує вологу з нектару. Мед, запечатаний у стільниках, стає акумулятором тепла, утворюючи для бджолиної сім′ї надійні стельові «тили». Занос з хрестоцвітих бджоли завжди упаковували нижньою смугою і використовували рано восени, поки він не встигав за кристалізуватися. А якщо цей занос був занадто великим, сім′я мала змогу обминути його, рухаючись взимку завжди угору до рідших, весняних запасів, наприклад з акації. У таких умовах будь-яка за тривалістю зима для бджіл не буде нездоланною.
У бджіл прокидається ройовий інстинкт, коли житло стає повністю забудованим стільниками, а ті заповнились печатним медом. Навесні — початку літа дикі бджоли вимушено залишали дупло, бо їм не вистачало простору для роботи, без котрої вони не існують, бо живуть природним інстинктом, а не здоровим глуздом людини.
Бджоли єдині у господарстві людини самі  собі заготовляють корм на зиму. Результат їхньої літньої роботи завжди перевищував рівень споживання сім′ї бджоли зайвого не з′їдять за будь-яких умов зимівлі. Решту бджоли залишають пасічникові і краще нього визначать, якою має бути та решта. Дехто відкачує товарний мед лише під час цвітіння садів і акації.
Комфортне для бджіл зимове житло це вертикальна споруда, квадратного, або іншого близького до кола перерізу, не більше 300х300 для дуже сильної сім′ї. Дуже багато авторів вказують на доцільність семи стільників, а це 263 мм в перерізі. Корпуси гніздової частини мають відрізнятися не розмірами, а конструкцією, щоб забезпечити можливість доступу до гнізда без розбирання усього вулика. Слід ставити за мету зовсім не розбирати вулик. Керувати розвитком сім′ї у вулику треба за допомогою змінної діафрагми. Максимум інформації слід отримувати від спостереження за льотком, який бажано мати круглим, і без прилітної дошки.
Вулики для зимівлі
Головна проблема утримання бджіл — це їхня зимівля у комфортних умовах. Бджоли добре зимують у дуплі, але воно не годиться для сучасної промислової пасіки, бо найчастіше мале за обсягом, не розбірне і не транспортабельне. Але дупло комфортне для бджіл. Вони в ному розкошують.
Якщо прискіпливо оцінити вулики, у яких у нас тримають бджіл, то слід визнати, що влітку і взимку це фактично різні помешкання. Перед кожною постановкою на зимівлю вулик підлягає міжсезонному трансформуванню: додаються діафрагми, бджолосім'ї ущільнюють і додатково утеплюють. Для бджіл при пасічнику потрібно два житла: одне для промислового використання влітку; друге для їхнього комфортного відпочинку взимку. Врешті, влітку бджоли можуть працювати у вулику будь-якого типу, який  до вподоби пасічникові.
Сучасний вулик має конструктивно забезпечувати певні технологічні та конструктивні вимоги для багатокорпусника:
1. Щоб у пасічника був легкий доступ до гнізда бджіл, без повного розбирання вулика.
2. Щоб змінювати площу перерізу вулика відповідно до сили сім′ї.
3. Щоб під час догляду маніпулювати корпусами міг один пасічник.
4. Щоб бджоли не контактували зі сміттям внизу.

Найбільша невідповідність літнього вулика для зимівлі бджіл полягає в завеликому внутрішньому поперечному перерізі і наявності позарамкового простору. Поза рамковий простір у період активного догляду забезпечує пасічникові легке виймання рамок з вулика. Та для зимівлі вкрай потрібно створити бджолам умови, за яких вони повністю перекривають внутрішній поперечний переріз свого житла, від стінки до стінки, на будь-якому рівні.
Вулик має найкращим чином відповідати умовам оптимального утримання бджіл.
Дупло — це, передусім, зимове житло бджіл, яке не сперечається з можливою медпродуктивністю у вуликах, але підпорядковує їх вирішенню головної проблеми сучасного бджільництва економічної зимівлі бджолосім′ї.
Функціональні вимоги до літнього вулика:
1. Достатньо великий об′єм вулика, з можливістю зміни об′єму.
2. Доступ пасічнику до гнізда без повного розбирання вулика, з можливістю виймати стільники.
3. Щоб бджоли не контактували зі сміттям на дні вулика.
4. Бажано щоб маніпулювати корпусами міг один пасічник (вага до 16 кг)[9].

Підготовлений до зимівлі літній вулик — звужений і оздоблений утепленням, хоч і «робить крок» до природного помешкання: дупла, та все ж таки залишається літнім за головними функціональними ознаками. Внутрішній поперечний переріз літнього вулика невідповідний зимовому клубу бджіл, недостатній обсяг кормових запасів розміщених над клубом і відсутність достатнього підльоткового простору.
Зимовий вулик повинен мати:
1. Внутрішній поперечний переріз наближений до кола (восьмикутник).
2. Оптимальне число стільників = 7.
3. Між стільниковий простір = 9 мм.
4. Відсутність поза рамкового простору.
5. Бічні рамки разом з торцевими стінками вулика мають утворювати безперервний стовп внутрішнього простору.
6. Підлітний простір з відстанню до дна = 200 мм.
Літній вулик, у принципі, може бути лежаком, аби лише до зимівлі він перетворювався на вертикальний. Але найкращим слід вважати багатокорпусну конструкцію, як таку, що надає значні функціональні переваги для сучасного промислового виробництва.
Багатокорпусний вулик — тип вулика, в якому застосовується вертикальний принцип побудови гнізда бджіл шляхом встановлення кількох корпусів один на один. Вулик комплектується чотирма однаковими корпусами, відокремлюваним дном, дахом і піддашком зі стелею, має пристосування для вентиляції. В кожному корпусі міститься по 10, рідше 9 рамок (435×230 мм).
Принципові основи досконалого вулика були закладені 200 років тому, а це:
- Вертикальний вулик із квадратним перерізом за розміром близьким до дупла;
- Чітко виділені гніздова і кормова частини;
- Вільний доступ до гніздової частини через бічну стінку, не порушуючи цільності вулика;
- Диференційований підхід до конструкції верхньої частини вулика, де сім'я зимує і розпочинає свій весняний розвиток і конструкції нижньої частини вулика, яка використовується переважно влітку[11].

Житла бджіл доцільно класифікувати за ступенем їхнього розбирання:
- нерозбірне — дупло;
- частковорозбірне — борть, колода;
- напіврозбірне, частками корпуса — дуплянка, сапетка, дзвоноподібний вулик Витвицького;
- лінійкове, розбірне стільниками на рейках — вулик Кріста з лінійками й вулик Дзержона;
- рамковий вулик — книжковий вулик Губера;
- однокорпусний вулик, із рамками в один поверх і з магазинами — Український, Дадана;
- багатокорпусний складений вулик — двокорпусний, багатокорпусний Рута, альпійський Роже Делона;
- суцільний багатоповерховий вулик — вулик Прокоповича, касетні вулики.

## Персоналії
- Амос Рут
- Вітвицький Микола
- Лоренцо Лорейн Лангстрот
- Прокопович Петро Іванович
- Шимановський Всеволод Юліанович

## Галерея

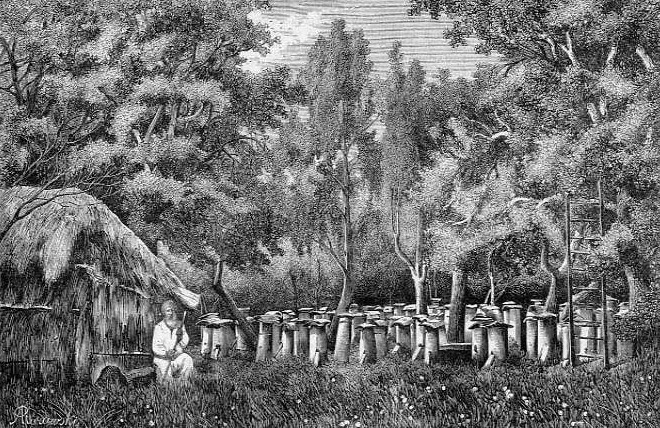
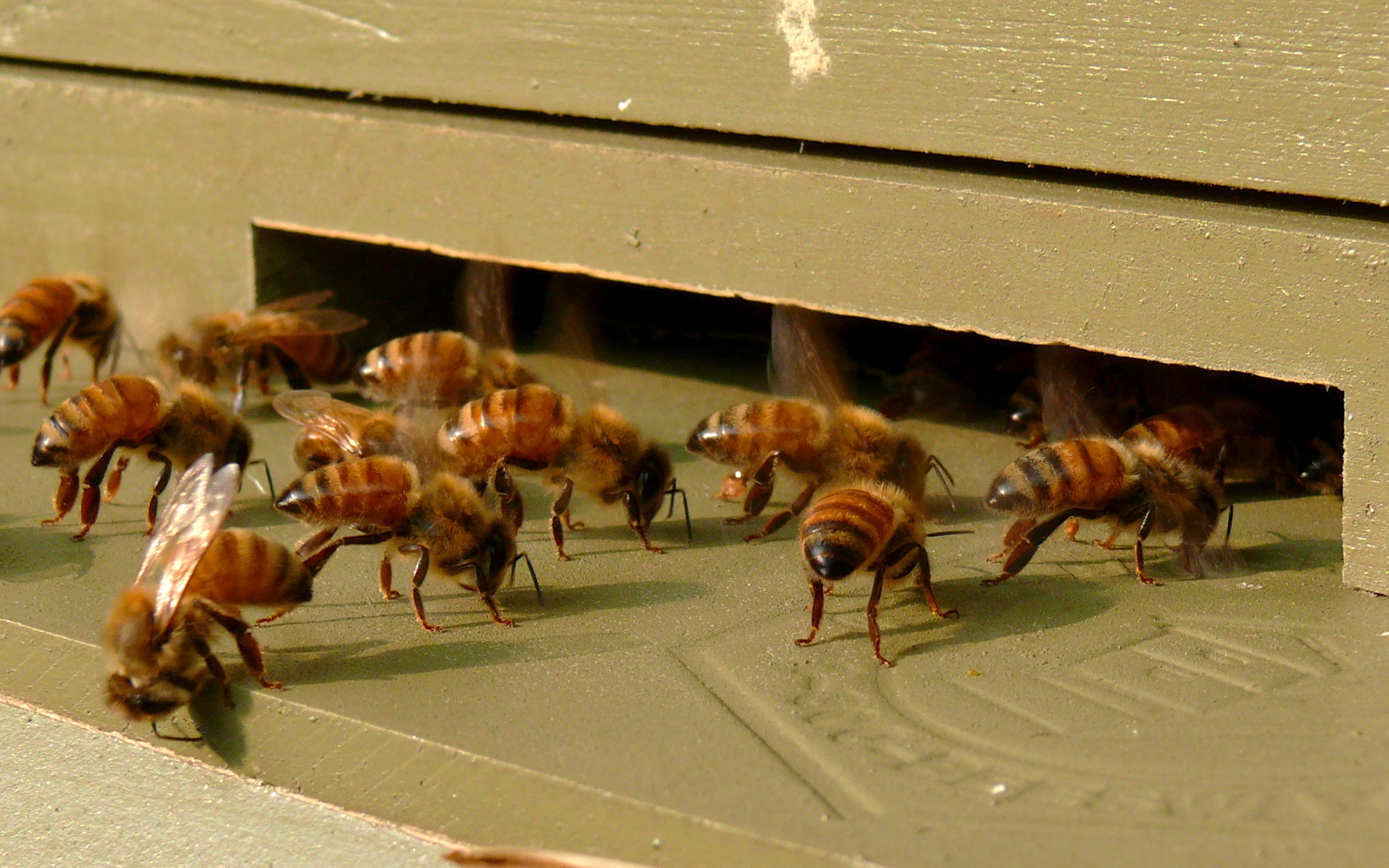
Бджоли на прилітній дошці вулика
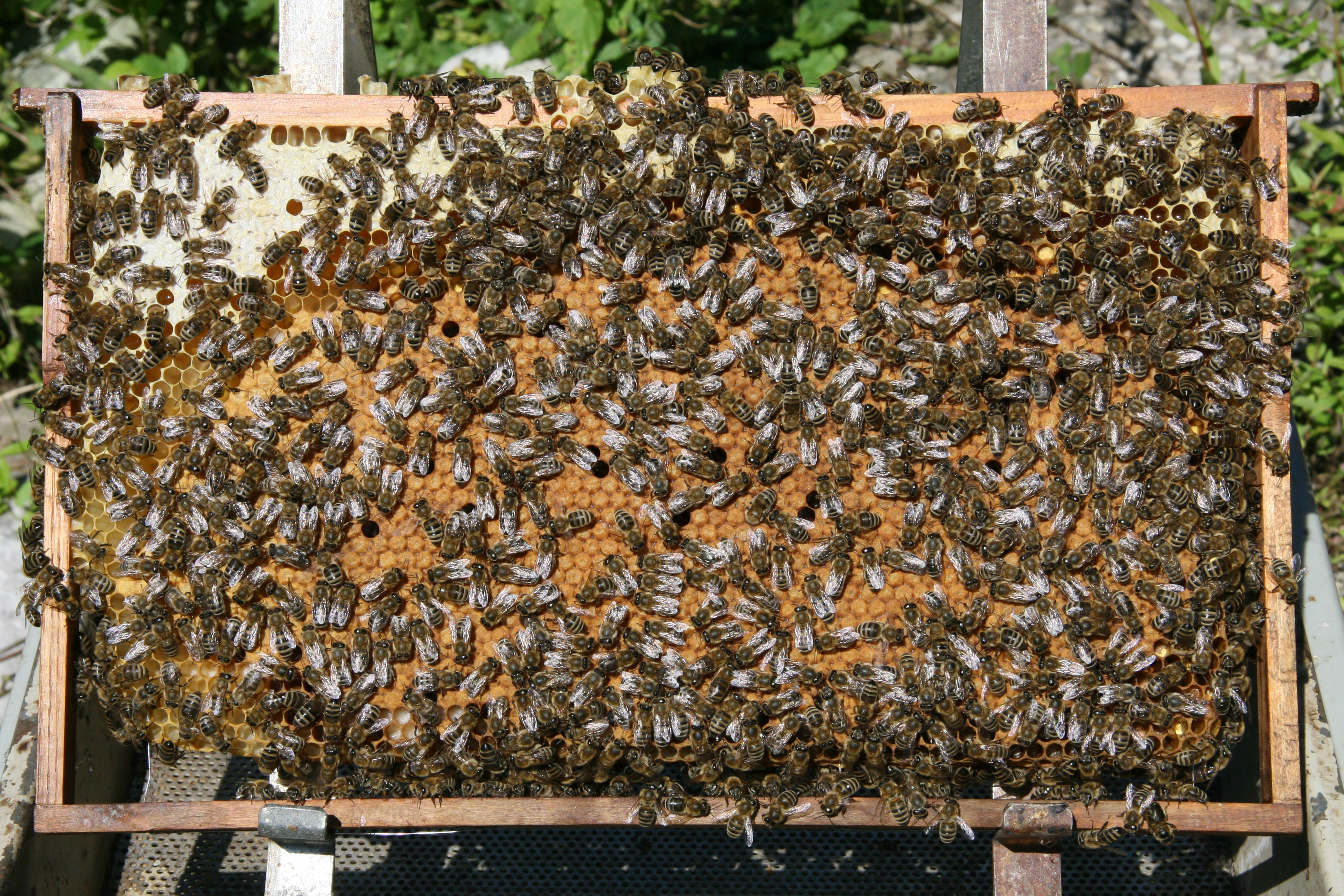
Бджоли на стільниковій рамці
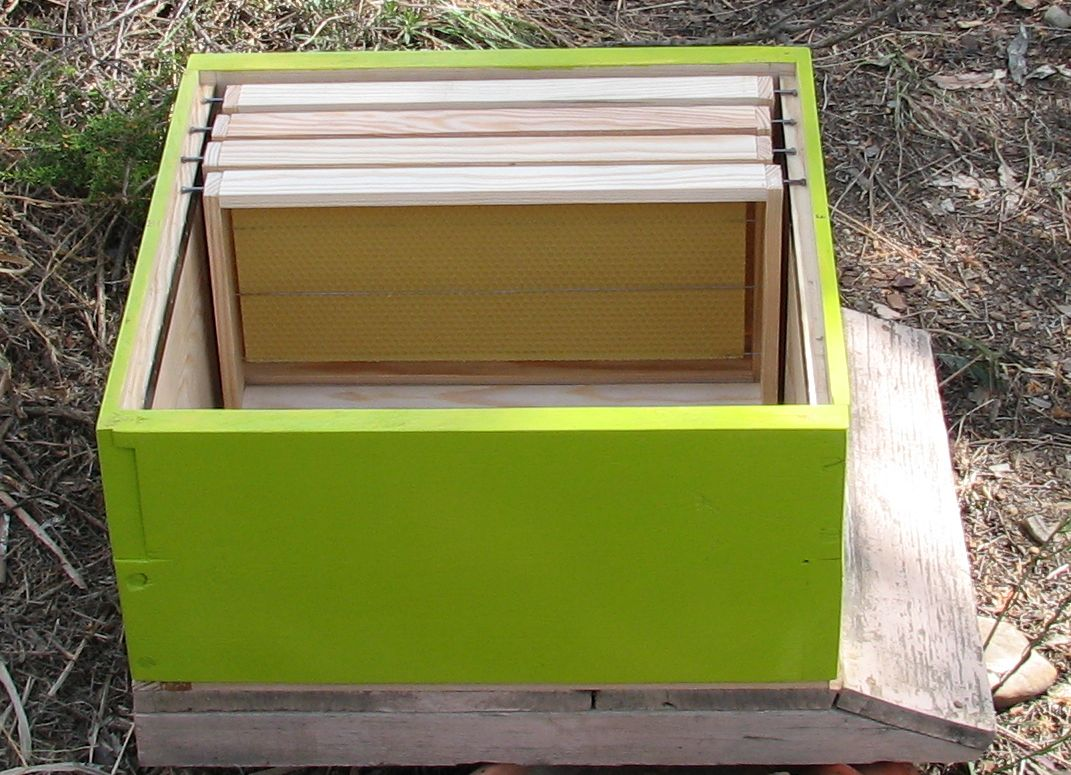
Стільникові рамки
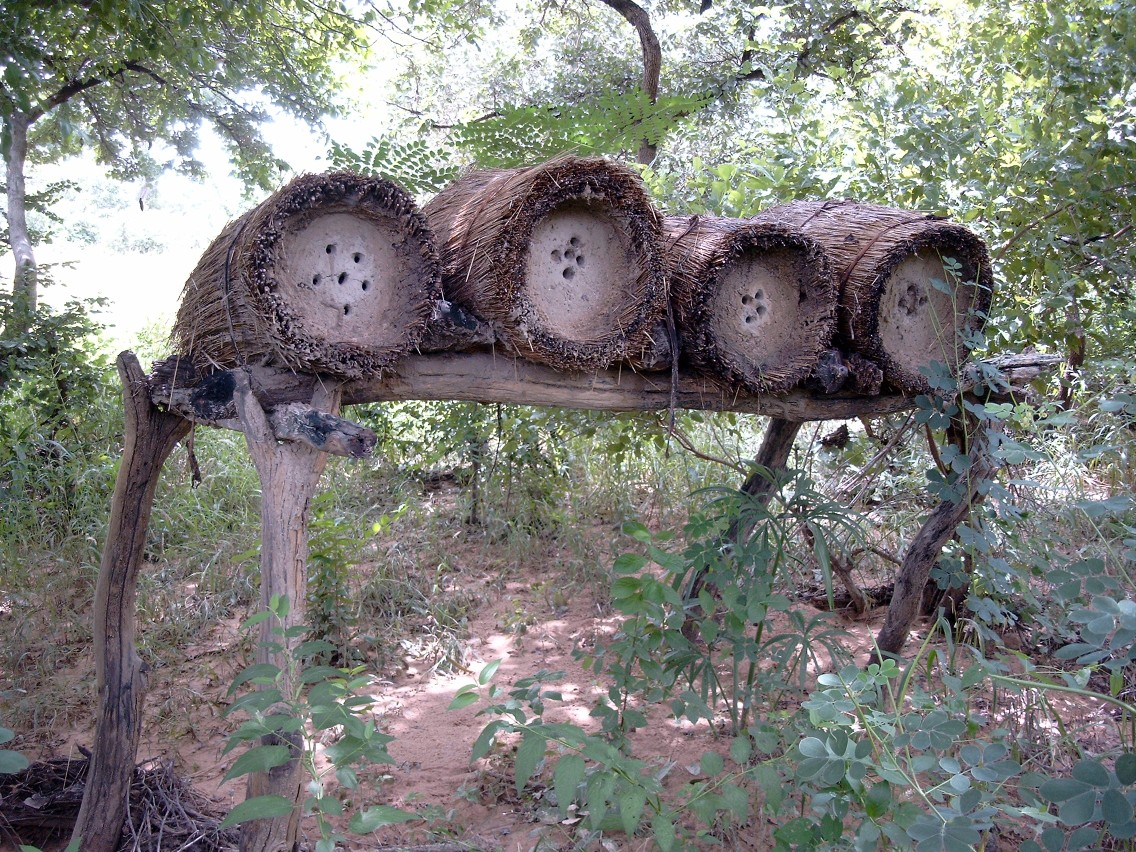
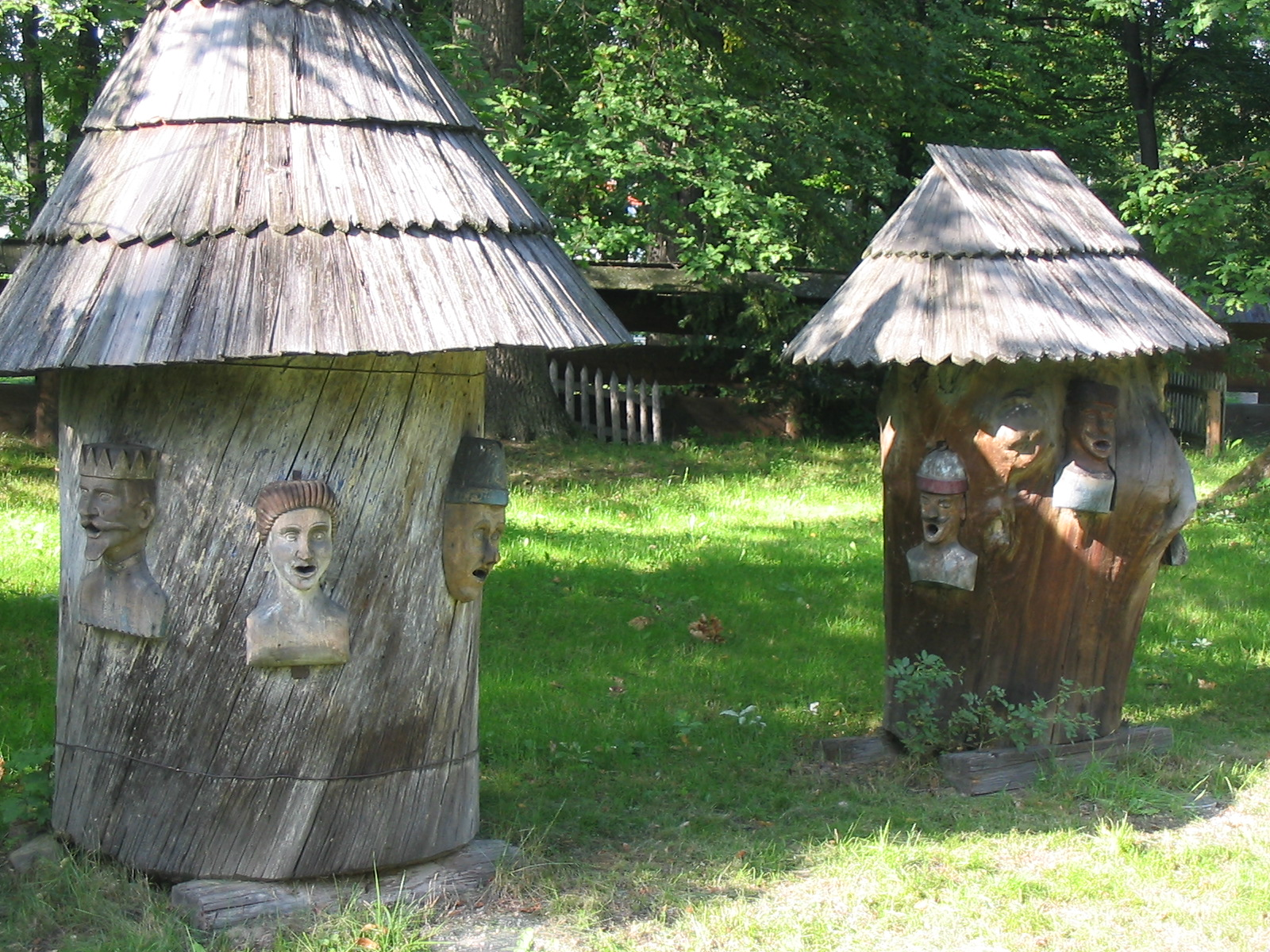
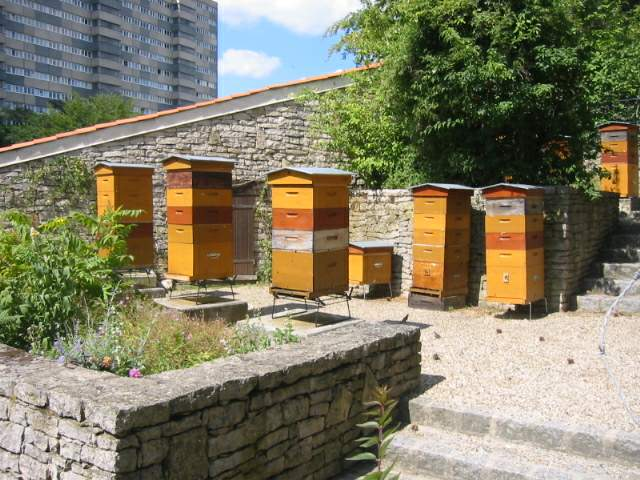
Вулики в Парижі
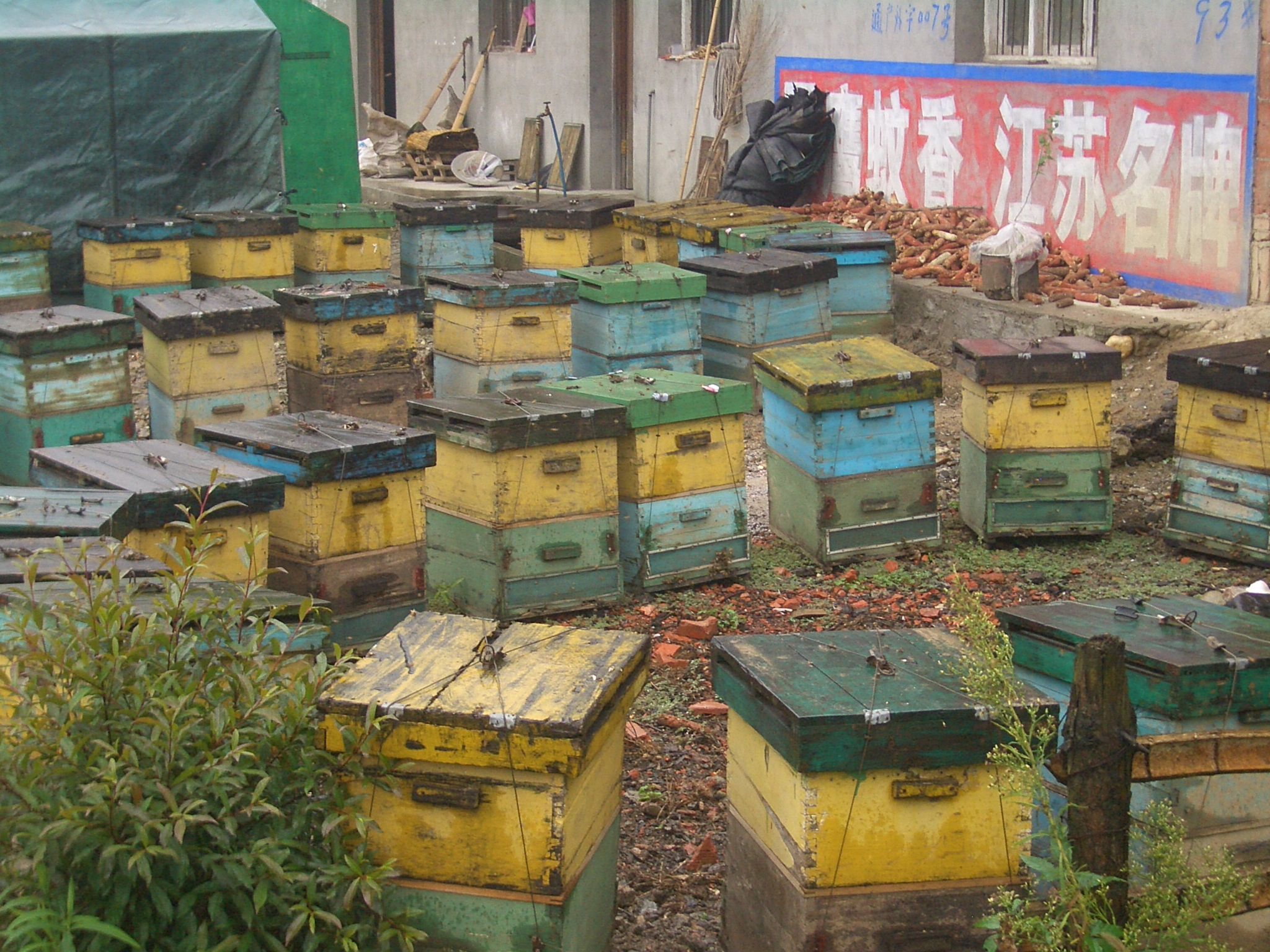
Вулики в повіті Туншань провінції Хубей
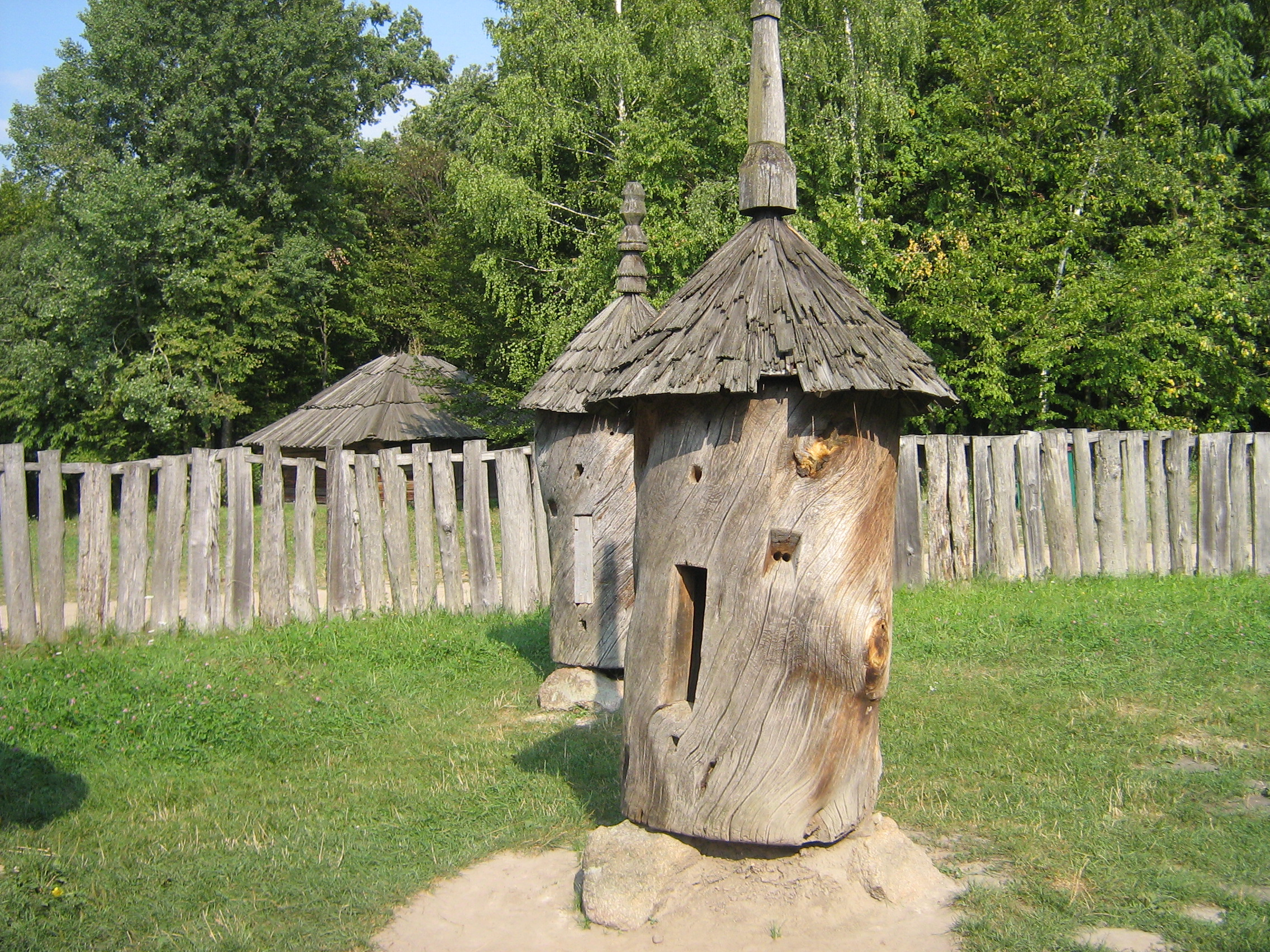
Вулик-колода в музеї народної архітектури та побуту України
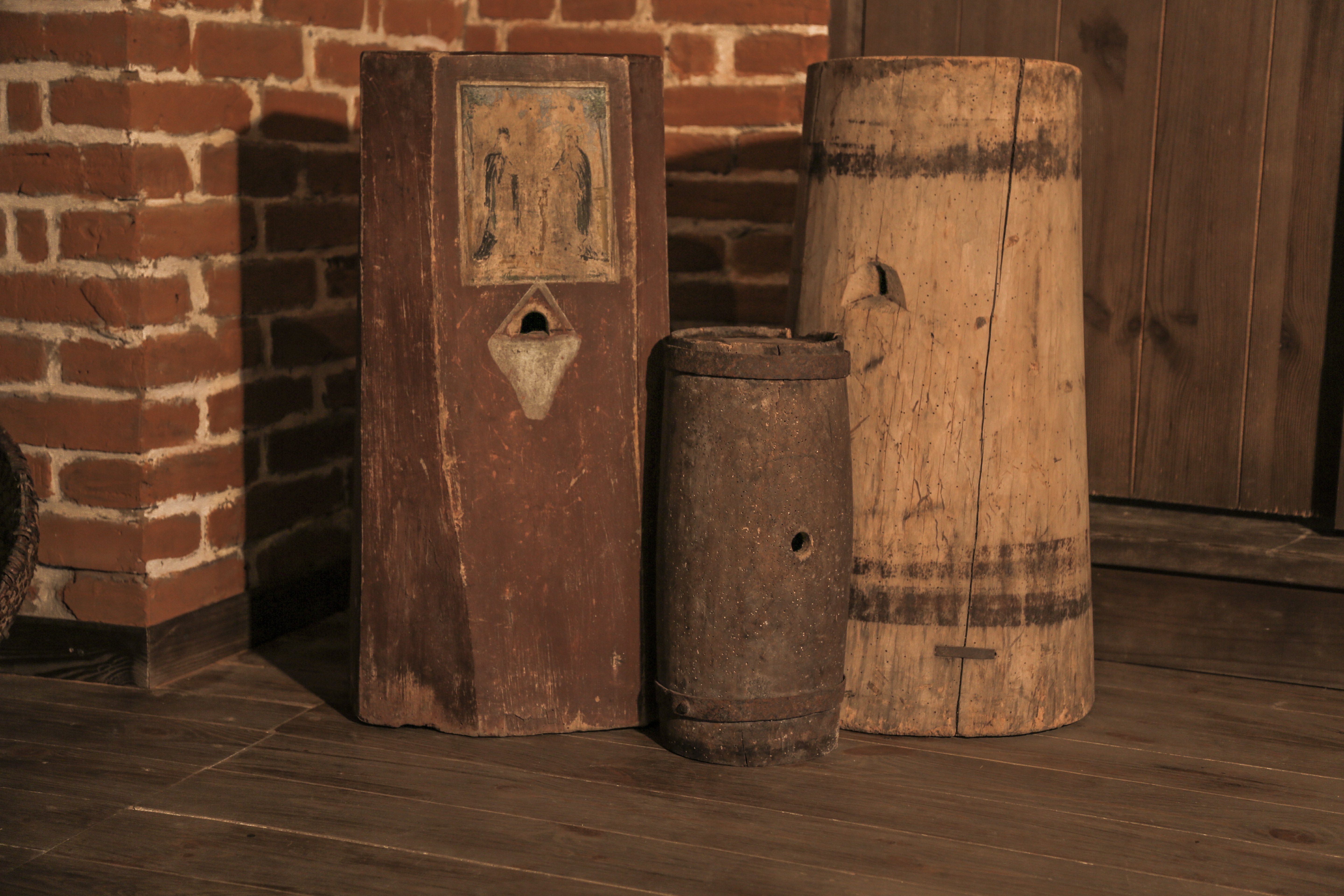
Вулики з колекції історико-культурного комплексу "Замок Радомисль"
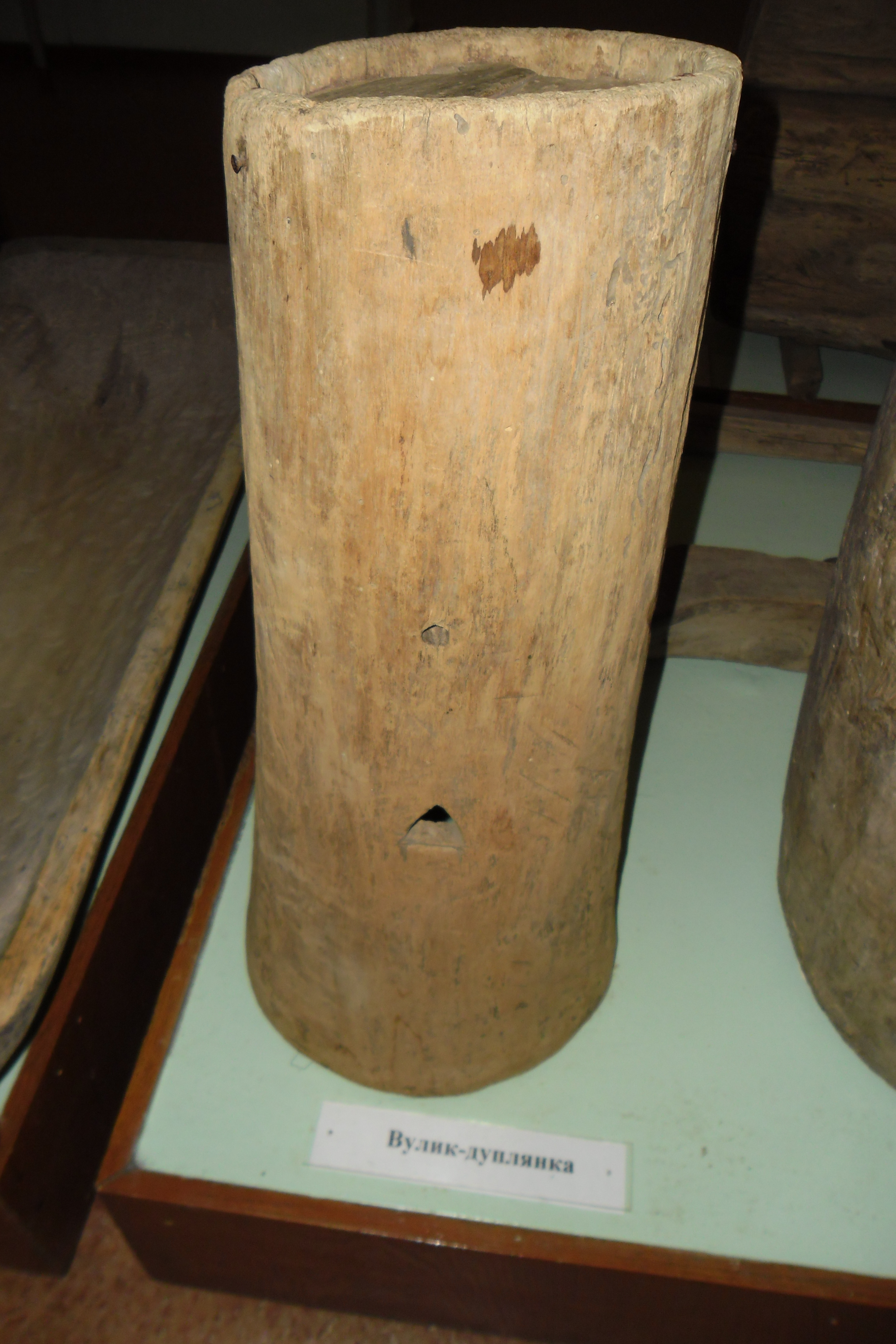
Вулик-дуплянка. Диканський державний історико-краєзнавчий музей ім. Д. М. Гармаша
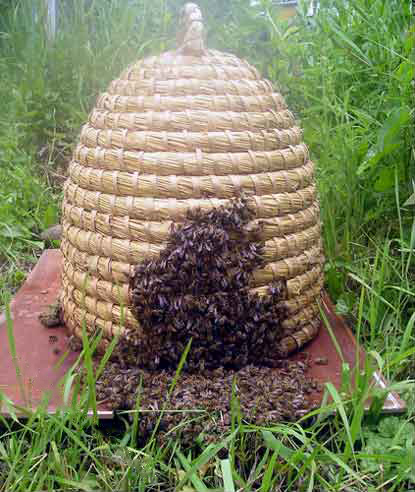
Плетений вулик, «Сапетка»
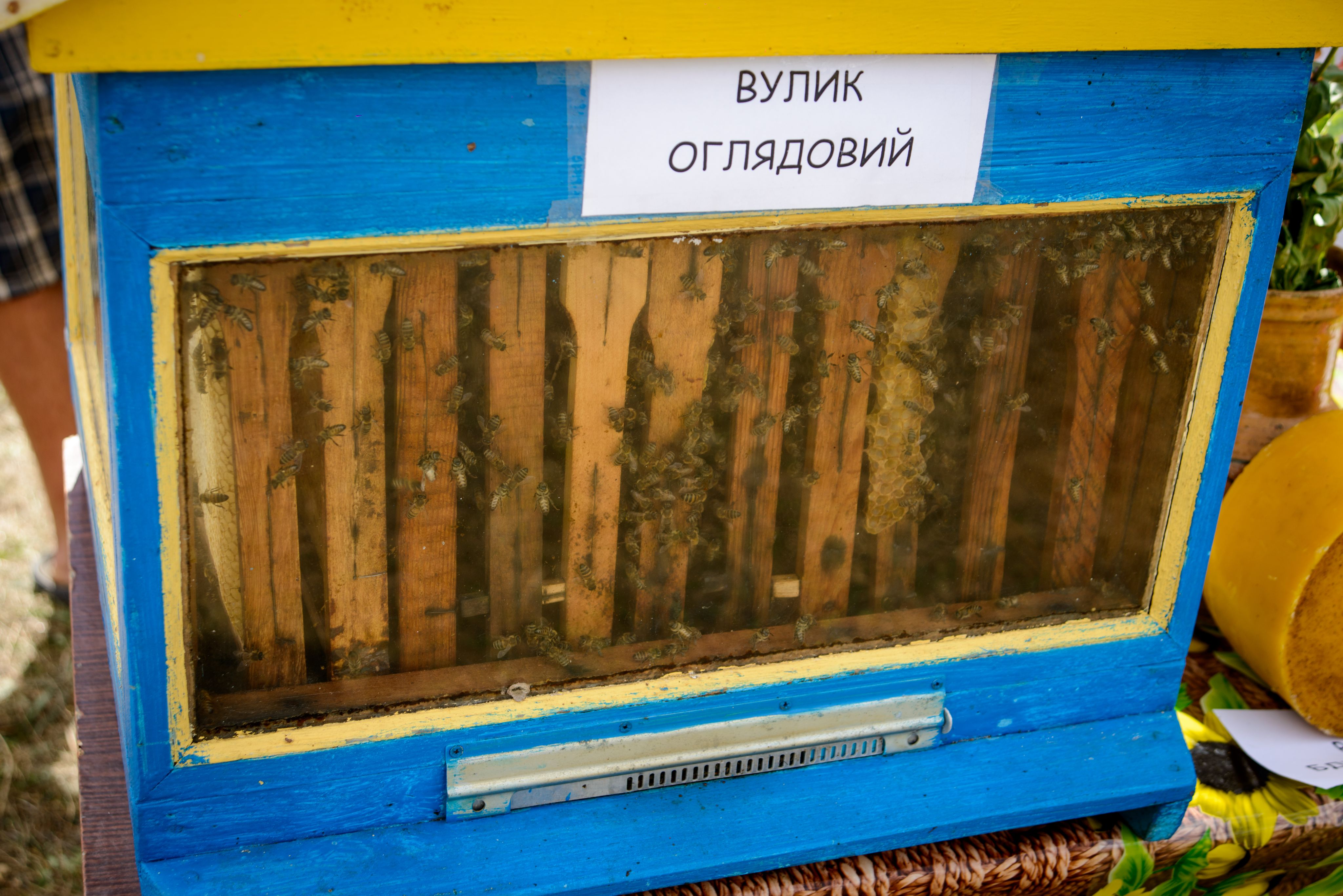
Оглядовий вулик
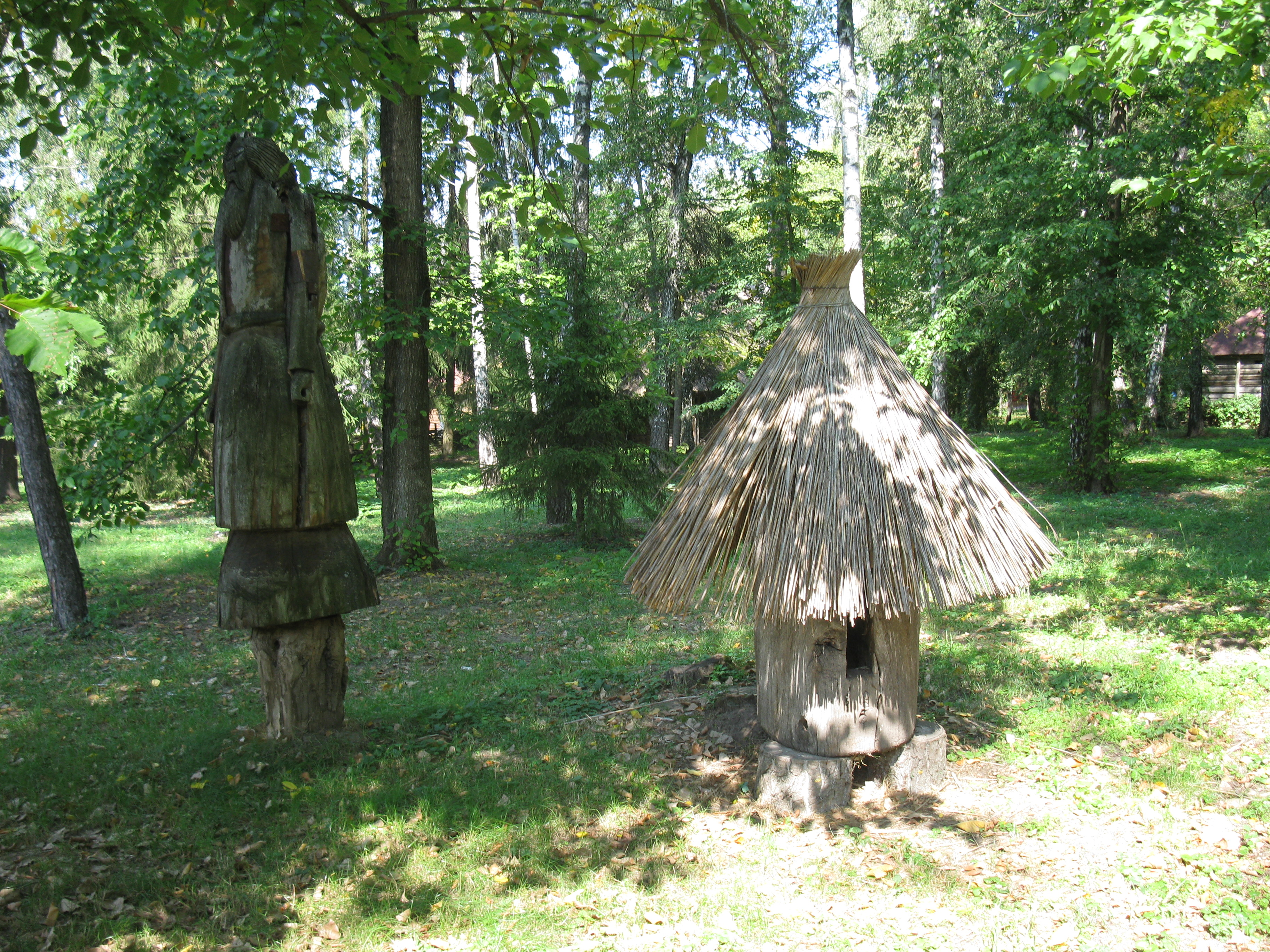
Постать св. Зосима, вулик-колода при вході до садиби пасічника
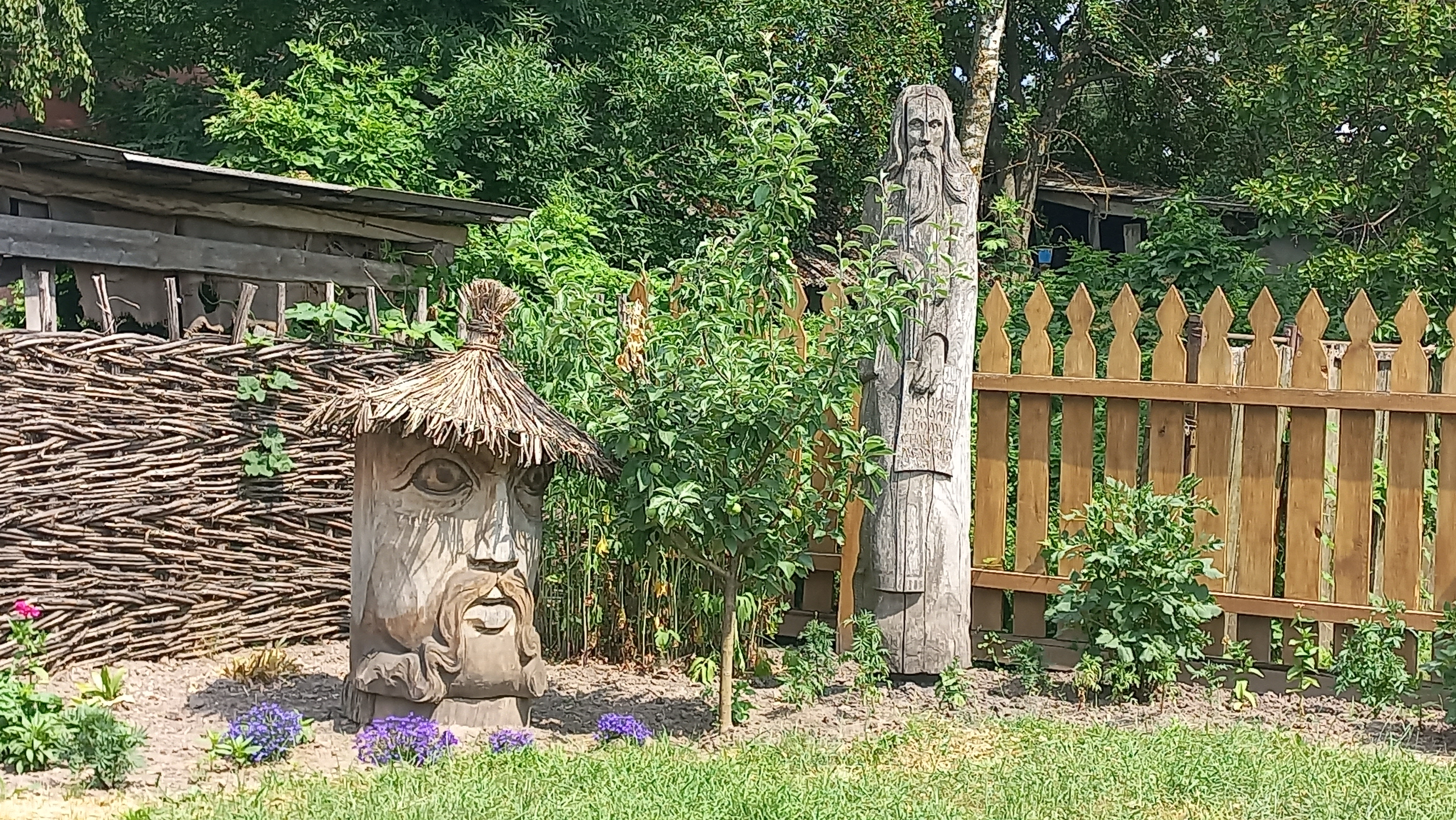
Вулик Довбанка